# Comuna de Brudzew
Brudzew (polaco: Gmina Brudzew) é uma gminy (comuna) na Polónia, na voivodia de Grande Polónia e no condado de Turecki. A sede do condado é a cidade de Brudzew.
De acordo com os censos de 2004, a comuna tem 6 147 habitantes, com uma densidade 54,5 hab/km².

## Área
Estende-se por uma área de 112,72 km², incluindo:
- área agricola: 67%
- área florestal: 18%

## Demografia
Dados de 30 de Junho 2004:
|                      | Total   | Total | Mulheres | Mulheres | Homens  | Homens |
| -------------------- | ------- | ----- | -------- | -------- | ------- | ------ |
|                      | pessoas | %     | pessoas  | %        | pessoas | %      |
| População            | 6147    | 100   | 3151     | 51,3     | 2996    | 48,7   |
| Densidade (pop./km²) | 54,5    | 100   | 28       | 28       | 26,6    | 26,6   |

De acordo com dados de 2002, o rendimento médio per capita ascendia a 1788,3 zł.